# الصلة (شبام كوكبان)

تعديل مصدري - تعديل

الصلة هي إحدى قرى عزلة الزبيرات بمديرية شبام كوكبان التابعة لمحافظة المحويت، بلغ تعداد سكانها 65 نسمة حسب تعداد اليمن لعام 2004.